# Діагональний метод

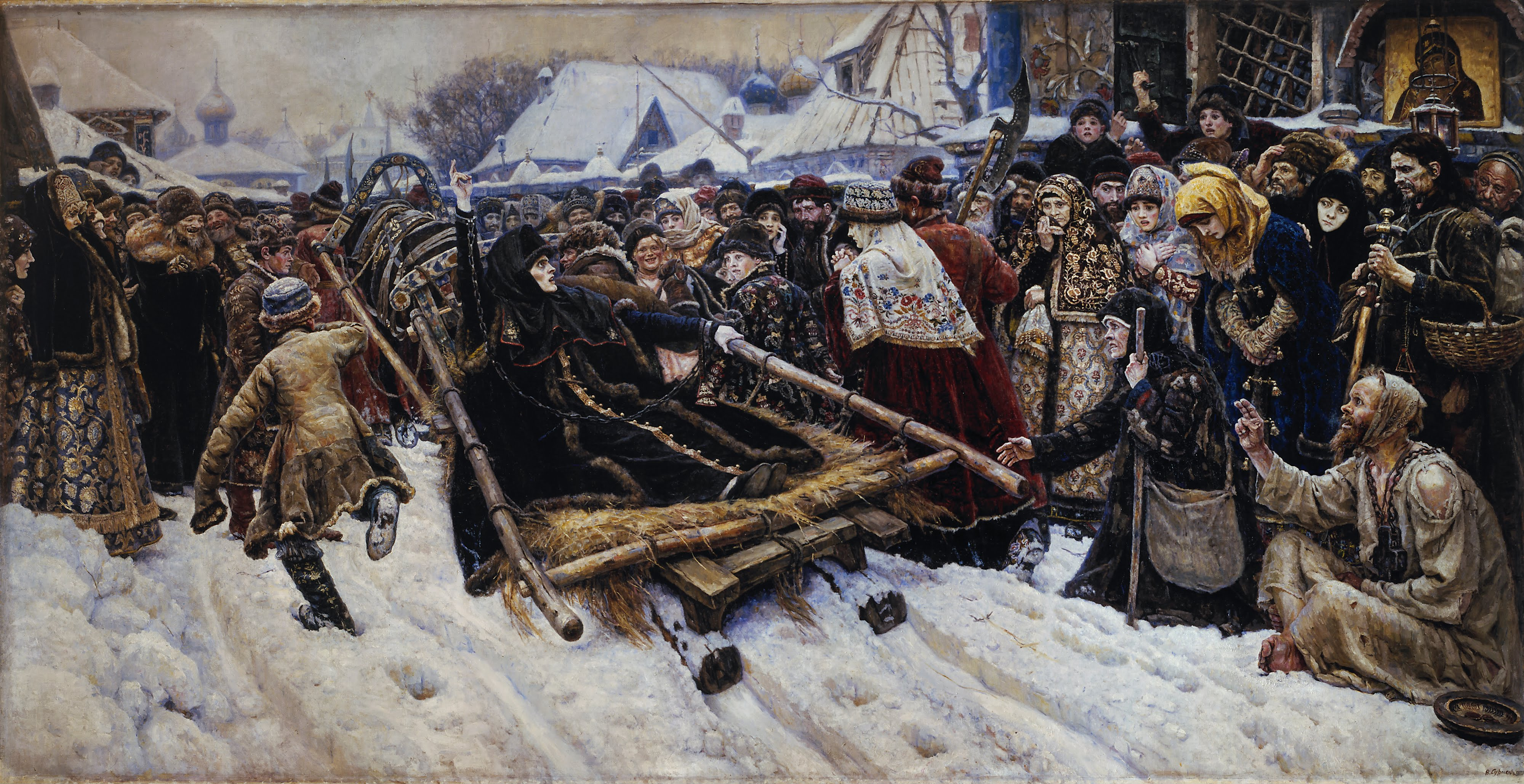
Композиція з низхідною, «трагічною» діагоналлю

Правило діагоналей — правило побудування композиції в образотворчому мистецтві. Згідно з цим правилом, важливі елементи зображення повинні бути встановлені уздовж діагональних ліній зображення.
Діагональ, що йде з лівого нижнього кута в правий верхній, називають висхідною, або діагоналлю підйому, а діагональ з лівого
верхнього кута в правий нижній — низхідною, або діагоналлю спуску. Діагональна композиція з напрямком від лівого нижнього кута до правого верхнього видається спокійнішою, радісною, ніж побудована на протилежній, більш динамічній, трагічній діагоналі.
Висхідну діагональ також вважають діагоналлю «боротьби», протилежну їй — діагоналлю «відходу».